# Bordás gőte

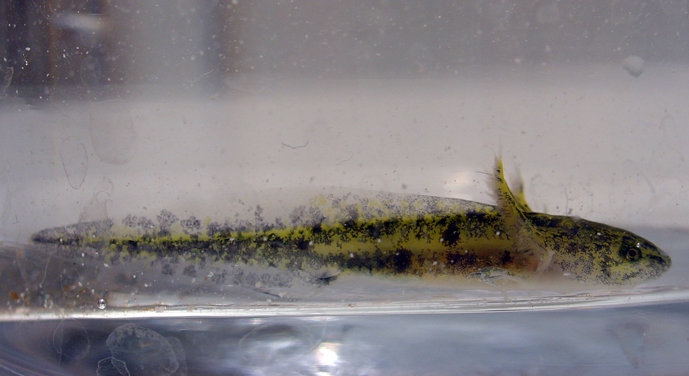
Bordás gőte lárvája

A bordás gőte (Pleurodeles) a kétéltűek (Amphibia) osztályának a farkos kétéltűek (Caudata) rendjéhez, ezen belül a szalamandrafélék (Salamandridae) családjához tartozó nem. Nevét rendkívül sajátos, nem a has alá behajló, hanem kétoldalt kikanyarodó bordáiról kapta — ez a sajátos csontozat az állat védekező mechanizmusának része.

## Rendszertana
A nemet és a fajokat először Karl Michahelles írta le 1830-ban az Isisben megjelent cikkében, Neue südeuropäische Amphibien címmel. A nem típusfaja a spanyol bordás gőte. Michahelles a fajt Dr. Waltl után nevezte el, aki Dél-Spanyolországból, ahol a kutakban gyakran megtalálható, Münchenbe vitt néhány példányt.

## Megjelenése
Hosszúkás, erőteljes testének hossza 25–30 centiméter. Elülső lábain négy, a hátulsókon öt ujja van. Farka oldalról erősen lapított, a hátán bőrtaraj fut végig; a hímé fejlettebb, mint a nőstényé.
A fültőmirigy nélküli fej széles és lapos; szeme kicsi, és felfelé irányuló. 
A homlokcsont szemüregnyúlványától a halántékpikkelyig érő ív inas-rostos vagy csontos. Az ínyfogak két egyenes, elöl egymáshoz közeledő, hátul erősen szétágazó hosszanti sorban állanak; ezek elülső vége legföljebb a belső orrnyílások hátulsó szélének vonaláig ér. Oldalán 8-10, narancssárga vagy barna kidudorodás látható; itt a hegyes bordák ki tudnak nyúlni a külvilágba, anélkül, hogy az állatnak sérülést okoznának. A bordás gőte így védekezik a ragadozókkal szemben. A hegyes bordák amellett, hogy felsértik a ragadozó száját, a bőrön termelt mérget is bejuttatják a sebbe. Oldalról lapított farka ugyanolyan hosszú, mint a feje és a törzse együtt. Bőrének felszíne rücskös, alapszíne sárgásbarna, olajzöld vagy szürke, amit sötét, elmosódott foltok tarkítanak. Hasa világosabb, és sötéten márványozott.
Nyelve nem túl nagy, kerekded vagy tojásdad alakú. Az alsó oldalának középvonalában futó hosszanti szalag a szájüreg alapjához köti, és csak az oldala és részben a hátsó széle szabad többé-kevésbé. A nemek könnyen megkülönböztethetők a kloáka alakjáról: a hímé gömbszerűen duzzadt, a nőstényé ellenben többé-kevésbé kúposan emelkedik ki.
Párzási időben a farkon úszóhártya képződik, ami a hímeken magasabb. A hímek mellső lábán párzókarom található. Mellső lábuk hosszabb is, mint a zömökebb nőstényeké.

## Nemének kialakulása
Nemét az ivari kromoszómák határozzák meg, bár a hőmérséklet is döntő tényező. A kromoszómák ZW rendszerűek, tehát a nőstényeknek Z és W kromoszómáik, a hímeknek ZZ kromoszómáik vannak. Azonban, ha a hőmérséklet a fejlődés egy bizonyos szakaszában eléri a 32 °C (90 °F) -ot, akkor a ZW lárvák is hímekké fejlődnek.
A nem kialakulását hormonok szabályozzák. A neme megváltoztatható hormonok vagy hormontermelést gátló anyagok hozzáadásával.
Sok, nem emlős gerinces, így a bordás gőte nemének befolyásolásában fontos szerephez jut az aromatáz, ami az ösztrogén szintézisében vesz részt, és szteroidként hat. Nagyobb mennyiségben található a ZW, mint a ZZ lárvákban, kivéve a hőkezelt ZW lárvákat. Mennyisége annak a fejlődési szakasznak a végén emelkedik meg, amikor még a nem kialakulása hőérzékeny.

## Előfordulása
Portugáliában, Közép- és Dél-Spanyolországban és Marokkó egyes tájain él. Világos mandulafenyőerdőkben, kertekben, parlagföldeken fordul elő. Inkább a síkságokat kedveli, de Közép-Spanyolországban akár 1500 méter magasban is megtalálható. A szaporodáshoz lehetőleg sűrű növényzettel benőtt vizet keres fel. Mivel elterjedési területe tavakban szegény, ezért a bordás gőte sem nagyon válogathat. 

## Életmódja
Vizes árkok és tavak lakója. Lárvákkal, rovarokkal, rákokkal, kisebb gőtékkel táplálkozik. Kannibál hajlamú. Szárazföldi életszakaszában, amikor a lakóvize kiszárad, kövek és korhadó fák alatt talál menedéket. Nem ritkán egész évben vízben marad. Nem alszik téli álmot. Legfontosabb ragadozója a viperasikló (natrix maura).

### Szaporodása
A szaporodási idő novembertől februárig tart. 
A nőstény egy-egy alkalommal 150-800 600 petét aggat vízinövényekre kisebb csomókban. A megtermékenyítés nem közvetlen: a hím harang, kúp vagy korong alakú csomókban lerakja csírasejtjeit, a nőstény azokat felkeresi és felveszi őket kloákájába, ahol a sejtek megtalálják útjukat az ondótartó tömlőkbe, és ott a nőstény azokat későbbi felhasználásra megőrzi. A megtermékenyítést megelőző játék néha nagyon hasonlít a valódi párzáshoz. A hím mellső lábaival átöleli a nőstényt, és fejét annak torka felé nyomja. A pár ebben a testtartásban úszik tovább, néha két teljes napon át. A hím végül több spermacsomagot ad át a nősténynek.
A 11-12 milliméteres lárvák másfél-két hét múlva kelnek ki. Az átalakult fiatalok április közepe és július között 7-9,5 centiméteresen hagyhatják el a vizet. Az utódok 16 hónaposan érik el az ivarérettséget, akár vízben, akár szárazon élnek.

### Védekező mechanizmusa
Számos más gőtéhez hasonlóan a bordás gőték is mérgező vegyületeket választanak ki, hogy elriasszák a ragadozókat — ezeket azonban egészen egyedi módon juttatják a támadó szervezetébe. Ha megtámadják vagy akár csak fenyegetve érzi magát, a gőte kifordítja bordáit, amik hegyes vége átböki a bőrét, miként a ragadozóét is. A gőte mérge ezeken a jelentéktelen sérüléseken jut a támadó állat bőre alá. A toxin hatásmechanizmusa egyelőre ismeretlen.

## Tartása
A spanyol bordás gőték könnyen tenyészthető háziállatok. Néha egész évben akváriumban tartják őket egy kis szárazulattal. Méretük miatt térigényük nagy, és étvágyuk is ennek megfelelő. Élettartamuk meghaladhatja a 15 évet.

## Természetvédelmi helyzete
Az IUCN 2006-ban mérsékelten veszélyeztetettnek sorolta be. A besorolást azért kapta, mivel állománya hanyatlik az élőhelyének beszűkülése és az özönfajok terjedése miatt; ezek miatt közel került a sebezhető kategóriához. 2004-ben még nem fenyegetettnek számított. A fajra a vizes élőhelyek pusztulása jelenti a fő veszélyt, a lecsapolás, a kiszáradás, a szennyezés, a vízvirágzás, a golfpályák, és az infrastruktúra fejlesztése. Mindezek miatt eltűnt az ibériai partokról és Marokkó turisták által látogatott központjaiból, valamint a sűrűn lakott helyekről, például Madrid külterületeiből. Egyes betelepített halak, például a pisztrángsügér és a Procambarus clarkii rák szeretik a bordás gőték lárváit és petéit, és veszélyeztetik a faj túlélését. Az elütött példányok az egyes populációkat veszélyeztetik.

## Űrkísérletek

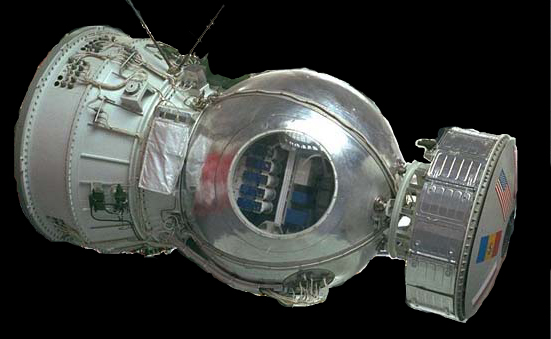
Egy bion szatellit

A spanyol bordás gőtét hat misszióban vizsgálták az űrben. Az első példányokat 1985-ben lőtték fel a Bion 7-tel.  A tíz spanyol bordás gőte két rhesusmajommal és tíz patkánnyal osztozott a szovjet Kosmos műholdon. 1992-ben a Bion 10,  és 1996-ban a Bion 11 is szállított spanyol bordás gőtéket.
1996-ban a Mir űrállomáson a franciák által vezetett kísérletekben kutatták a spanyol bordás gőtéket (Mir Cassiopée expedíció). Ezt 1998-ban (Mir Pégase expedíció) és 1999-ben (Mir Perseus expedíció) is folytatták. 2005-ben a Foton-M2 is szállított spanyol bordás gőtéket.

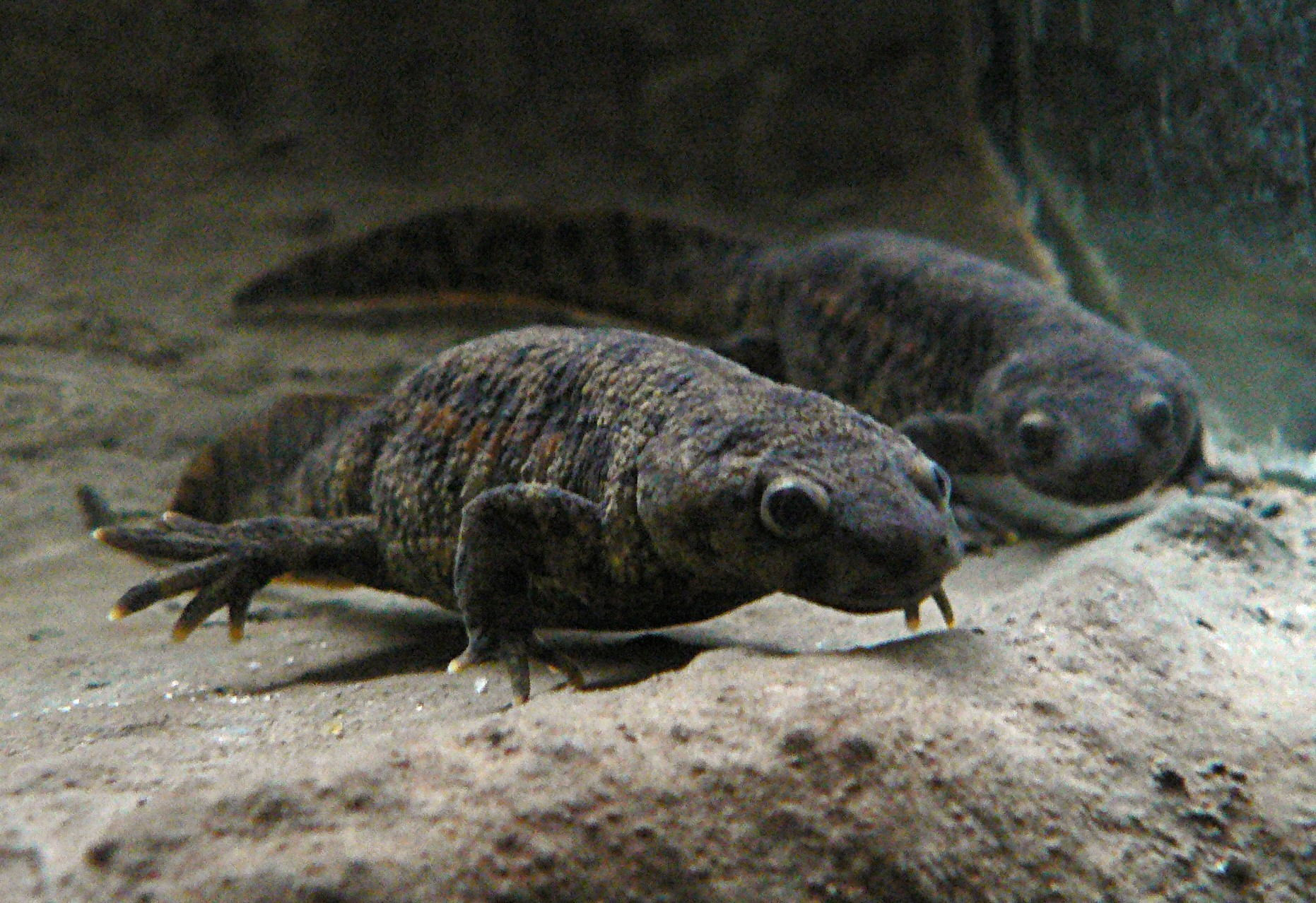
Spanyol bordás gőték akváriumban

Azért választották őket, mert ez a faj kiváló modellszervezet a mikrogravitáció tanulmányozásához,  mivel a nőstények akár öt hónapig is tartalékolni tudják a spermát, és elhalaszthatják a tényleges megtermékenyítést. Az inszemináció megtörténhet a Földön, és hormonális hatásra a megtermékenyítés történhet az űrben. Egy másik előny, hogy egyedfejlődése viszonylag lassú, így minden fázis jól megfigyelhető.
Vizsgálták a regenerációt, ami az űrben gyorsabb, mint a Földön; a korai szakaszban akár kétszer olyan gyors. Figyelték az egyedfejlődést és a szaporodást is az űrben.
Tanulmányozták a hipergravitáció hatásait is a megtermékenyítésre, egészen 3g-ig. Az űrben született gőték termékenységét is megvizsgálták: nem voltak kevésbé termékenyek, mint a Földön született társaik.
Az űrben vizsgált kétéltűek közé tartozik továbbá a pettyes gőte, a japán tűzhasú gőte, a dél-afrikai karmosbéka, a japán levelibéka, a Lithobates pipiens, a gyepi béka és az ökörbéka.